# Place des Tiercerettes
La place des Tiercerettes (en occitan : plaça de las Tierceretas) est une voie de Toulouse, chef-lieu de la région Occitanie, dans le Midi de la France.

## Situation et accès

### Description
La place des Tiercerettes est une voie publique. Elle se trouve dans le quartier Arnaud-Bernard, au cœur du secteur 1 - Centre.
Elle forme un triangle irrégulier, de 700 m² environ, au carrefour de la rue d'Embarthe, qu'elle reçoit à l'ouest, de la rue de la Chaîne, qu'elle reçoit au sud, et de la rue Arnaud-Bernard, qui prolonge la précédente au nord. Elle est ombragée par deux tilleuls.
La chaussée compte une seule voie de circulation en sens unique, de la rue Arnaud-Bernard vers la rue d'Embarthe et la rue de la Chaîne. Elle appartient entièrement à une aire piétonne et la circulation y est réglementée et la vitesse limitée à 6 km/h. Il n'existe pas de bande, ni de piste cyclable, quoiqu'elle soit à double-sens cyclable.

### Voies rencontrées
La place des Tiercerettes rencontre les voies suivantes, dans l'ordre des numéros croissants :
1. Rue de la Chaîne
2. Rue d'Embarthe
3. Rue Arnaud-Bernard

## Odonymie
La place des Tiercerettes doit son nom au monastère des religieuses du tiers-ordre de Saint-François – connues populairement comme les « tiercerettes » – qui s'installe à l'angle de la rue d'Embarthe au XVIIIe siècle. 
Aux XVe et XVIe siècles, la place est connue comme la place de la Sérène, de la Sirène ou de la Syrenne. Elle le devait à une hôtellerie qui, ouverte dans la rue Peyrolières au XVe siècle, fut déplacée dans le quartier Arnaud-Bernard après le Grand incendie de 1463. D'ailleurs, la place et la rue Arnaud-Bernard portèrent également ce nom. En 1794, pendant la Révolution française, la place des Tiercerettes fut renommée rue l'Arbre-Chéri, en référence aux arbres de la liberté qu'on avait planté dès les premiers jours de la Révolution, mais ce nouveau ne fut pas conservé.

## Patrimoine et lieux d'intérêt

### Immeubles
- no  35 : immeuble. 
L'immeuble est construit dans les années 1990, dans le cadre de la rénovation du quartier Arnaud-Bernard[6].

### Fontaine des Tiercerettes
La fontaine est installée en 1985, afin de compléter le réaménagement de la place initié l'année précédente.

## Personnalité
- Jacob Insel (1909-1944) : Juif polonais né à Drohobytch, dans l'empire d'Autriche-Hongrie, il s'installe en Palestine mandataire, mais en est chassé en 1936 par les autorités britanniques. Engagé dans les brigades internationales en Espagne, il est par la suite interné au camp de Saint-Cyprien, puis à celui du Vernet. Il s'en évade en 1941 et rejoint les FTP-MOI de la région toulousaine : en juillet 1942, il fonde avec Marcel Langer la 35e brigade. Il a son domicile dans un immeuble – disparu – de la place des Tiercerettes (emplacement de l'actuel no 35). Arrêté en novembre 1943, emprisonné à Saint-Michel, il est remis aux autorités allemandes et déporté le 3 juillet 1944 par le convoi du « train fantôme ». Le 19 août, il est mortellement blessé dans un bombardement allié qui touche le convoi à Pierrelatte[8].